# Simon Cvahte
Simon Cvahte, slovenski učitelj, * (?) 1854, Sveti Jernej pri Slovenskih Konjicah, † 7. februar 1920, Mala Nedelja. 

## Življenje in delo
Končal je 6 razredov gimnazije v Mariboru ter bil po triletni vojaški službi  sprejet v 3. letnik učiteljišča v Gradcu, se udeležil 1878 avstro-ogrske okupacije Bosne. Po maturi na učiteljišču (1879) je poučeval v Slovenskih Konjicah, bil od 1884 nadučitelj v Mali Nedelji, kjer je razširil dvorazredno šolo v petrazrednico, ustanovil bralno društvo in kmetijsko podružnico. V časopisih je objavljal razne dopise in pedagoške članke. 